# الیو رینرو
الیو رینرو (انگلیسی: Elio Rinero؛ زادهٔ ۸ آوریل ۱۹۴۷) بازیکن فوتبال اهل ایتالیا است.
از باشگاه‌هایی که در آن بازی کرده‌است می‌توان به باشگاه فوتبال رجینا، باشگاه فوتبال هلاس ورونا، باشگاه ورزشی لاتزیو، باشگاه فوتبال آلساندریا، باشگاه فوتبال یوونتوس، باشگاه فوتبال سالرنیتانا، باشگاه فوتبال باری، باشگاه فوتبال جنوآ، و باشگاه فوتبال اسپال اشاره کرد.